# Вступительные титры фильма «Психо»

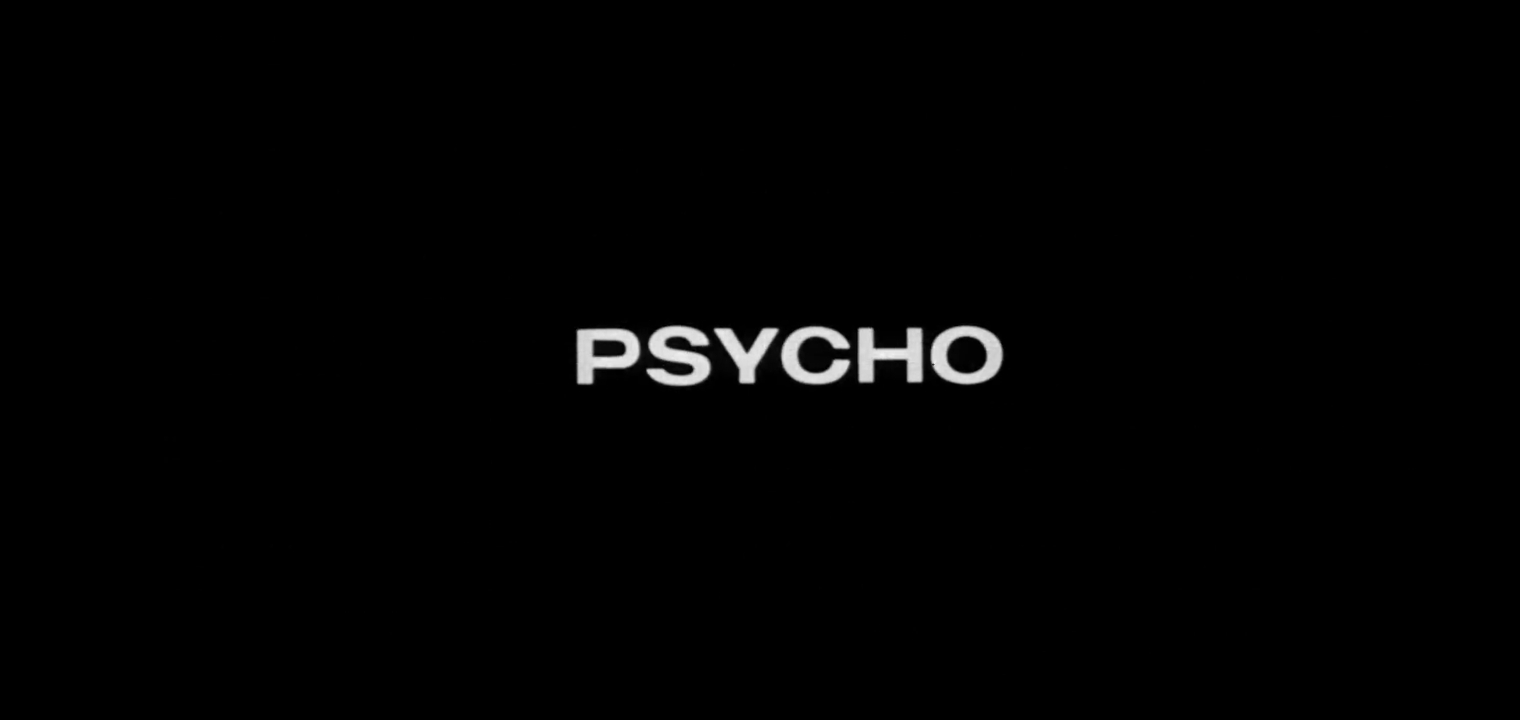
Вступительные титры фильма Альфреда Хичкока «Психо» — одна из самых известных работ Сола Басса

Титры фильма «Психо» (англ. The opening credits of Psycho) — вступительные титры, разработанные американским художником Солом Бассом для психологического триллера режиссёра Альфреда Хичкока «Психо». Он был снят в конце 1959 года и после выхода на экраны в 1960 году был высоко оценён публикой, а со временем и критикой. Титры к этому фильму являются одной из самых известных работ одного из крупнейших американских графических кинодизайнеров XX века. Басс признаётся реформатором вступительных титров и заставок, сделав их значимым элементом киноискусства и вполне самостоятельным жанром. Над созданием графического вступления триллера работала производственная группа, в которую входили дизайнер титров Гарольд Адлер, режиссёр-мультипликатор Уильям Хурт и оператор Пол Столерофф. На плёнку фиксировались белые титры на чёрном фоне, созданные посредством аппликационной анимации (вертикальные полосы) и перемещаемых алюминиевых реек (горизонтальные полосы). Верх, низ и середина надписей смещались вправо и влево посредством съёмки движений разрезанных фотостартов букв — это метафорически символизировало раздвоенность, фрагментарность психологического состояния главного героя — маньяка Нормана Бейтса.

## История

### Предыстория
К работе над фильмом «Психо» Альфред Хичкок привлёк Сола Басса — графического дизайнера, киноплакатиста, который более чем за 40 лет своей карьеры сотрудничал с такими крупными режиссёрами, как Отто Премингер, Стэнли Кубрик, Стэнли Крамер, Мартин Скорсезе.
Басс превратил титры в вид искусства, в некоторых случаях создавая даже мини-фильм внутри фильма. Его движущиеся графические композиции служат фильму прологом — задают тон, создают настроение и намекают на предстоящие действия.
Басс изменил отношение к вступительным титрам и заставкам, сделав их не только носителем служебной информации, но значимым элементом кино и вполне самостоятельным жанром, своеобразным «фильмом в фильме». В кинематографе Басс прославился плакатом и заставкой к драме Премингера «Человек с золотой рукой» (1955). Продуманное графическое решение оформления в виде искривлённой руки стало лейтмотивом всего фильма. Как отмечается в литературе, это «метафорическое, знаковое изображение» стало «логотипом фильма» и передавало «надломленное состояние психики главного героя». Подобный подход был им применён и в вышедшем на экраны в 1960 году триллере Альфреда Хичкока «Психо», основные съёмки которого прошли в 1959 году.

### Создание

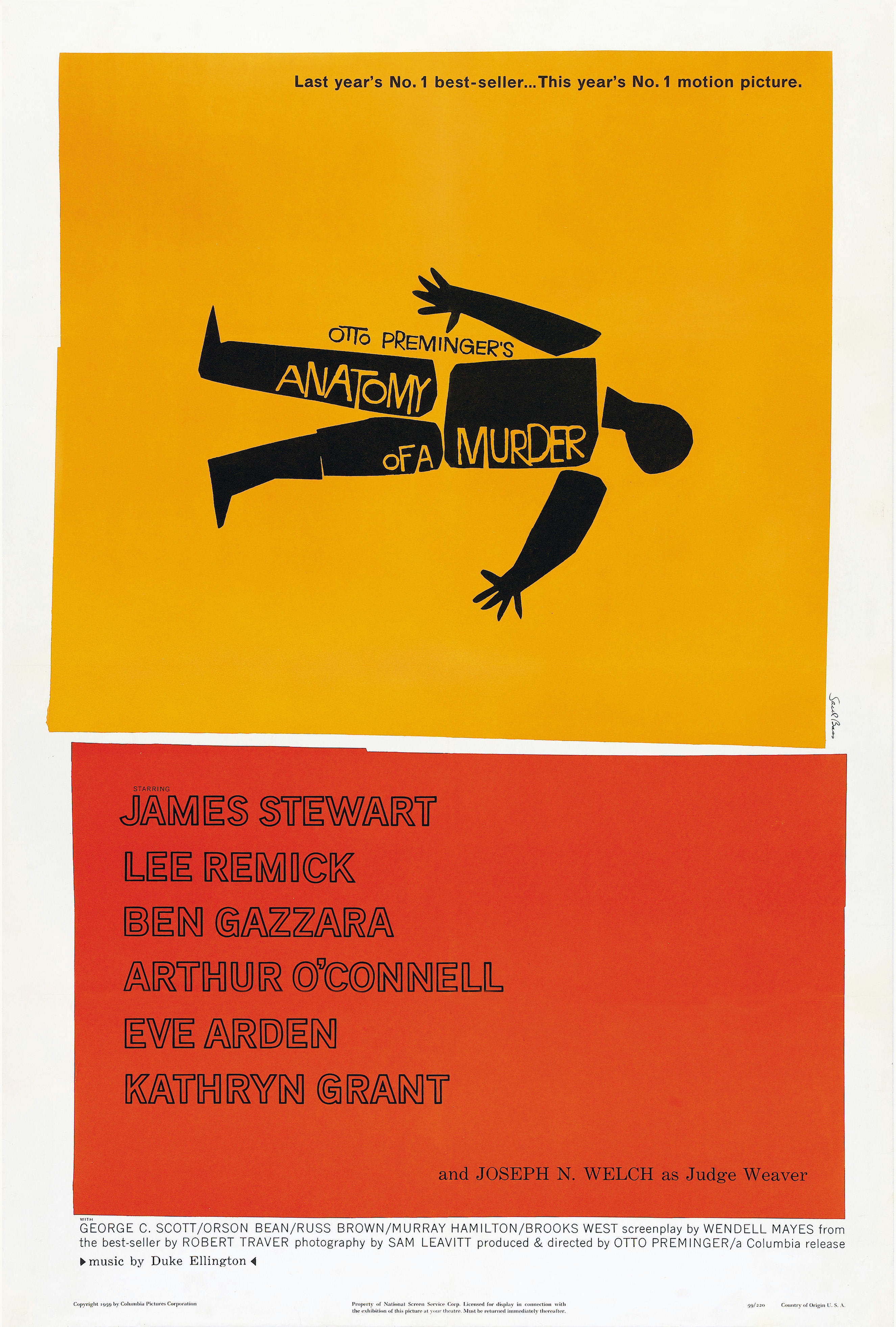
Сол Басс. Постер к фильму «Анатомия убийства»

Дизайнер успел поработать с Хичкоком над фильмами «Головокружение» (1958) и «К северу через северо-запад» (1959), после чего был приглашён к работе над «Психо», где ему было поручено создание раскадровок нескольких ключевых сцен (по некоторым данным — даже всего фильма). Для «Психо» он также разработал ставшие впоследствии знаменитыми заглавные «полосные» титры. Их общая концепция была первоначально задумана для судебной драмы Премингера «Анатомия убийства» (1959), но режиссёр отказался использовать их, назвав «ребячеством».
За создание вступительных титров Басс получил три тысячи долларов, при этом стоимость всего видеоряда составила 21 тысячу долларов. Вступительные титры стали своеобразным лейтмотивом, символическим обобщением всего фильма. Басс говорил, что в период работы над триллером его привлекали «чёткие, ясные, структурные формы, на фоне которых можно было совершать действие». Он хотел внести в название фильма больший заряд энергии, так как считал, что титры — это не только заголовок. Кроме того, слово «психо» имело особое значение: по его словам, он стремился сделать название «маниакальным» и при этом уже в начальном оформлении представить несколько «ключей»: «Сложите картинку — и вот вы кое-что узнали. Сложите ещё несколько подсказок, и вы знаете ещё кое-что. И всё это вполне вписывается в схему „Пиф-паф, ой-ëй-ëй, умирает зайчик мой“». Позже Сол говорил, что «полосный» мотив для фильма Хичкока является единственным заимствованием из наработок для «Анатомии убийства», все остальные элементы были оригинальными. Идеи дизайнера реализовал художник Национальной кинослужбы, создатель рекламных киноафиш и дизайнер титров Гарольд Адлер (Harold Adler), который имел опыт работы с Хичкоком и Бассом над фильмами «Головокружение» и «К северу через северо-запад». Он вспоминал, что Басс создал очень точные и детализированные раскадровки, но в то время он ещё не обладал необходимыми техническими навыками, поэтому и обратился за помощью в Национальную кинослужбу. Адлеру пришлось приспособить концепцию Басса, основанную на смене параллельных плоскостей, к имеющимся техническим возможностям. Так как задуманное было в то время сложно сделать, то к обсуждению и работе были привлечены режиссёр-мультипликатор Уильям Хурт и оператор Пол Столерофф (Paul Stoleroff). Они пришли к выводу, что полосы титров, смещающиеся вертикально, будут анимированы, а движущиеся горизонтально, из стороны в сторону, будут сняты на обычную кинокамеру. Линии будут чёрно-белые, при этом чёрные будут двигаться в хаотичном ритме и направлении.
Анимация снималась при помощи техники стоп-кадр путём нанесения аппликации на двенадцати полях (фонах). При этом горизонтальные элементы перемещались через экран на двадцати четырёх фонах. По размеру они были в два раза шире, чем аппликации, и в конце движения полностью совпадали. Анимационная стоп-кадровая камера снимала один кадр за один раз, поэтому требующийся элемент титров мог быть мгновенно переставлен между экспозициями. Таким образом, когда последовательность кадров попадала на плёнку, которая проецировала изображение со стандартной скоростью двадцать четыре кадра в секунду, то выходило, что неанимированые элементы перемещались вполне естественно. Адлер отвечал за горизонтальное перемещение параллельных полос, выполненных в виде чёрных алюминиевых реек длиной в шесть футов (чуть больше 180 см). В качестве фона выступала окрашенная в белый цвет деревянная панель. В неё были воткнуты шпильки, служащие для направления реек, перемещавшихся в разные стороны и с различной скоростью. Адлер и Столерофф сдвигали их на необходимое расстояние и фиксировали положение на плёнку, причём каждая из планок снималась отдельно. После того как рейка проходила весь экран, она крепилась к панели.
В названии заголовка фильма прослеживаются элементы «графического лейтмотива» титров. Сама надпись Psycho выполнена при помощи популярного тогда жирного прямого вытянутого шрифта Venus Bold Extended. С заголовка Адлер сделал два реверсных фотостарта. Один из них он разрезал по горизонтали, передвинул верхнюю часть надписи в сторону и снял с необходимой скоростью. Ту же операцию он провёл и с нижней частью букв, но на этот раз снял движение с другой скоростью. Потом вырезанную среднюю часть он зафиксировал на плёнку в другом темпе. «Поэтому реально получилось три изображения, в каждом из которых треть слова двигалась с разной скоростью», — говорил Адлер. И, наконец, в последнем кадре названия был использован фотостарт, оставшийся неразрезанным. Такие же манипуляции помогли создать титры других крупных надписей («Режиссёр Альфред Хичкок», «Энтони Перкинс» и т. д.), только на этот раз применялся шрифт News Gothic Bold.

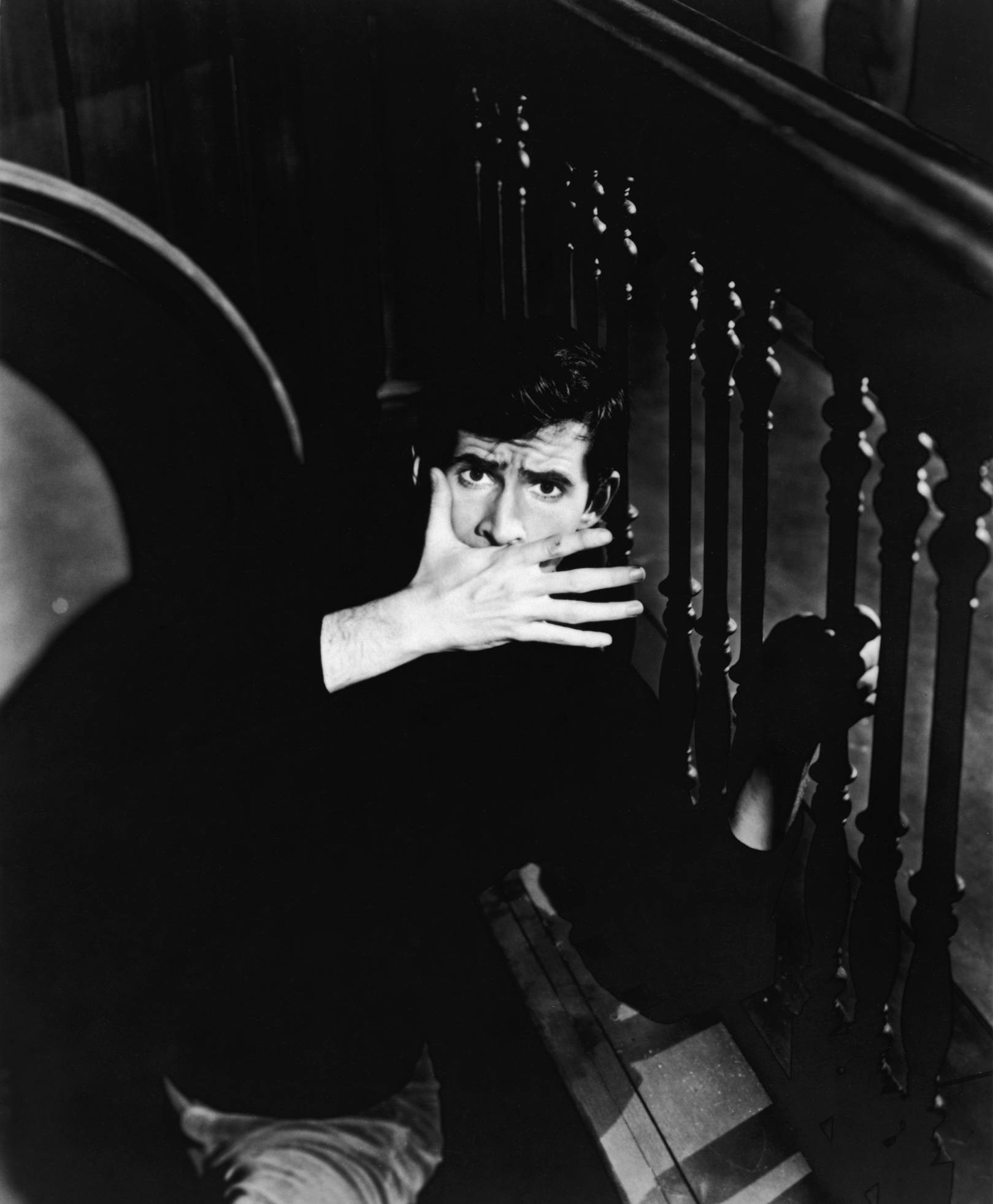
Энтони Перкинс в образе убийцы Нормана Бейтса

Несмотря на то, что по голливудским стандартам в рекламных роликах и печатной продукции использовался дизайн тех же самых титров, что и собственно в фильме, Хичкок на этот раз решил пойти другим путём. Для этого он отказался от услуг Басса, что Адлер объяснил следующим образом: «Сол любил высокий тонкий шрифт, который выглядел очень стильно в напечатанном виде, но был недостаточно внятным и порой трудночитаемым». Ещё одним объяснением может быть провал снятого за два года до этого фильма «Головокружение», для рекламы которого Басс создал «малопонятный» для зрителя постер. Для оформления плаката к «Психо» Хичкок пригласил художника Тони Палладино (Tony Palladino). В его исполнении название картины смотрелось более «эффектно», а буквы стали толще и приобрели «расколотый» вид.

## Описание
Белые буквы на чёрном фоне: «Альфред Хичкок. Психо». Слова титров разрезаются вертикальными или горизонтальными полосами: с помощью визуальных средств сразу создаётся впечатление агрессивности, усиливаемое угрожающей музыкой. Камера в спокойном темпе движется справа,  
открывая вид на залитые солнцем небоскрёбы. Сверху текст: «Феникс, Аризона. Пятница, 11 декабря. 14.43»
Надписи выполнены заглавными буквами при помощи шрифтов Venus Bold Extended (название) и News Gothic Bold (прочая информация). Они простые, лаконичные, без намёка на имитацию трёхмерности (за буквами, в частности, нет теней). По словам американского писателя и сценариста Стивена Ребелло, они состояли из «нервозных, танцующих горизонтальных и вертикальных полос, которые расширялись и сужались, словно отражённые в зеркальных осколках». В них усматривается некоторое влияние теста Роршаха, применяемого для исследования психики и её нарушений; кроме того, в элементах вступления символически слились образы тюремной решётки, городской архитектуры, а также звуковые волны. На чёрном экране из сторону в сторону проносятся элементы контрастных к фону белых (серых) элементов титров, которые состоят из вертикальных и горизонтальных линий; их хаотичное движение передаёт тревожное настроение фильма уже в самом его начале, символически предвещая сюжетные построения триллера. В частности, разламывающиеся буквы названия Psycho (буквально — «психопат») намекают на расщепление и разрушение личности главного героя — серийного убийцы Нормана Бейтса (Энтони Перкинс), что является одной из главных тем ленты. В таком приёме усматривают кредо дизайнера, которое можно выразить стремлением к обобщению, символическому выражению темы фильма. В отрицательной советской рецензии 1963 года, принадлежащей Александру Александрову, начальнику иностранного отдела Госфильмофонда СССР, вступление описывалось следующим образом: «В „Психо“ Хичкок берёт быка за рога сразу же — в заглавных титрах. Он атакует нас звуковыми и изобразительными ассонансами. Титры возникают и движутся резкими толчками, буквы то распадаются, то снова выстраиваются в чёткий ряд. Этими жёсткими метаморфозами командует музыка — такая же резкая, тревожная».
Эмоциональное воздействие титров усиливается тревожной музыкой Бернарда Херманна, исполняемой, как и на протяжении всего фильма, струнными инструментами. Как и во вступлении «К северу через северо-запад», вертикальные линии, пересекающие экран, плавно переходят в городскую панораму Финикса с его высокими домами, что создаёт визуальный переход к любовной встрече Мэрион Крейн (Джанет Ли) с её любовником Сэмом (Джон Гэвин) в отеле.